# 侯莫陳相
侯莫陳 相（こうばくちん そう、489年 - 571年）は、中国の北魏末から北斉にかけての軍人。本貫は代郡。

## 経歴
朔州刺史・白水郡公の侯莫陳斛古提の子として生まれた。7歳のとき、父を喪った。普泰元年（531年）、高歓が反爾朱氏の兵を起こすと、侯莫陳相はこれに従った。中興2年（532年）、高歓の下で韓陵に爾朱氏を破ると、功績により陽平県伯に封じられた。後に白水郡公に改封された。大行台・節度西道諸軍事をつとめた。また車騎将軍・顕州刺史に転じた。入朝して太僕卿に任じられた。ほどなく汾州刺史として出向した。安次県男の別封を受け、また始平県公の別封を受けた。
天保元年（550年）、北斉が建国されると、侯莫陳相は太子太師となった。天保5年（554年）8月、司空に上った。天保7年（556年）1月、爵位を白水郡王に進めた。天保10年（559年）1月、大将軍に転じた。のちに太尉公となり、瀛州刺史を兼ねた。天統元年（565年）4月、太保に上り、朔州刺史を兼ねた。天統2年（566年）10月、太傅に転じた。天統3年（567年）8月、太宰に転じた。建州を食邑とし、義寧郡公の別封を受けた。武平2年（571年）4月、朔州で死去した。享年は83。仮黄鉞・使持節・都督冀定瀛滄済趙幽并朔恒十州諸軍事・右丞相・太宰・太尉公・朔州刺史の位を追贈された。
子に侯莫陳貴楽・侯莫陳晋貴がいた。侯莫陳貴楽は公主をめとり、駙馬都尉となった。侯莫陳晋貴は、白水王の爵位を嗣ぎ、北斉の武衆将軍・梁州刺史となったが、并州が陥落すると北周に降り、上大将軍・信安県公となった。

## 伝記資料
- 『北斉書』巻19 列伝第11
- 『北史』巻53 列伝第41